# Olympische Sommerspiele 2020/Karate – Kumite bis 67 kg (Männer)
Bei den Olympischen Sommerspielen 2020 in Tokio war Karate erstmals Teil des olympischen Programms. Der Wettkampf im Kumite in der Klasse bis 67 kg der Männer fand am 5. August 2021 im Nippon Budōkan statt.

## Gruppenphase

### Gruppe A
| Platz | Athlet              | Kämpfe | S | N | Punkte |
| ----- | ------------------- | ------ | - | - | ------ |
| 1.    | Darchan Assadilow   | 4      | 4 | 0 | 8      |
| 2.    | Eray Şamdan         | 4      | 3 | 1 | 6      |
| 3.    | Ali El-Sawy         | 4      | 1 | 3 | 2      |
| 4.    | Naoto Sagō          | 4      | 1 | 3 | 2      |
| 5.    | Firdovsi Fərzəliyev | 4      | 1 | 3 | 2      |

| Kampf             | Kampf               | Ergebnis |
| ----------------- | ------------------- | -------- |
| Eray Şamdan       | Firdovsi Fərzəliyev | 7:1      |
| Ali El-Sawy       | Naoto Sagō          | 3:4      |
| Darchan Assadilow | Eray Şamdan         | 6:2      |
| Naoto Sagō        | Firdovsi Fərzəliyev | 0:1      |
| Ali El-Sawy       | Eray Şamdan         | 1:4      |
| Darchan Assadilow | Firdovsi Fərzəliyev | 6:2      |
| Naoto Sagō        | Darchan Assadilow   | 0:3      |
| Ali El-Sawy       | Firdovsi Fərzəliyev | 1:0      |

### Gruppe B
| Platz | Athlet                 | Kämpfe        | S             | N             | Punkte        |
| ----- | ---------------------- | ------------- | ------------- | ------------- | ------------- |
| 1.    | Abdelrahman Al-Masatfa | 4             | 4             | 0             | 8             |
| 2.    | Steven Da Costa        | 4             | 3             | 1             | 6             |
| 3.    | Hamoon Derafshipour    | 4             | 2             | 2             | 4             |
| 4.    | Kalvis Kalniņš         | 4             | 1             | 3             | 2             |
| 5.    | Andrés Madera          | 4             | 0             | 4             | 0             |
| 6.    | Angelo Crescenzo       | zurückgezogen | zurückgezogen | zurückgezogen | zurückgezogen |

| Kampf                  | Kampf                  | Ergebnis |
| ---------------------- | ---------------------- | -------- |
| Abdelrahman Al-Masatfa | Kalvis Kalniņš         | 8:3      |
| Steven Da Costa        | Hamoon Derafshipour    | 4:0      |
| Steven Da Costa        | Abdelrahman Al-Masatfa | 4:7      |
| Angelo Crescenzo       | Andrés Madera          | 0:5      |
| Andrés Madera          | Kalvis Kalniņš         | 2:4      |
| Andrés Madera          | Hamoon Derafshipour    | 3:9      |
| Steven Da Costa        | Kalvis Kalniņš         | 11:2     |
| Andrés Madera          | Steven Da Costa        | 0:2      |
| Abdelrahman Al-Masatfa | Hamoon Derafshipour    | 3:0      |
| Abdelrahman Al-Masatfa | Andrés Madera          | 4:1      |

## Halbfinale und Finale
|  | Halbfinale | Halbfinale             | Halbfinale |  |  | Finale | Finale          | Finale |
|  |            |                        |            |  |  |        |                 |        |
|  |            |                        |            |  |  |        |                 |        |
|  | A1         | Darchan Assadilow      | 2          |  |  |        |                 |        |
|  | B2         | Steven Da Costa        | 5          |  |  |        |                 |        |
|  |            |                        |            |  |  | B2     | Steven Da Costa | 5      |
|  |            |                        |            |  |  | A2     | Eray Şamdan     | 0      |
|  | B1         | Abdelrahman Al-Masatfa | 0          |  |  |        |                 |        |
|  | A2         | Eray Şamdan            | 2          |  |  |        |                 |        |
|  |            |                        |            |  |  |        |                 |        |